# Ruda (powiat sieradzki)
Ruda – wieś w Polsce położona w województwie łódzkim, w powiecie sieradzkim, w gminie Sieradz.

## Historia
Miejscowość w opisie rudeckiego kościoła Rudensis ecclesiae notuje Gall Anonim w swojej Kronice polskiej spisanej w latach 1112–1116.
W latach 1975–1998 miejscowość należała administracyjnie do województwa sieradzkiego.